# Militärische Dienstgrade, Sonderdienstgrade und zivile Dienstränge der Russischen Föderation
Militärische Dienstgrade, Sonderdienstgrade und zivile Dienstränge der Russischen Föderation beschreibt die offizielle Hierarchie der Streitkräfte, der Ordnungsmacht, des Strafverfolgungsdienstes, der Generalprokuratur und der allgemeine Staatsverwaltung der Russischen Föderation.

## Militärische Dienstgrade
Militärische Dienstgrade der Russischen Föderation gibt es zwei: Heeresähnliche Dienstgrade und Schiffsähnliche Dienstgrade.

### Militärische Heeresähnliche Dienstgrade
Heeresähnliche Dienstgrade werden von Militärpersonal der folgenden Teilstreitkräfte, Waffengattungen, Truppengattungen und Föderaler Dienste getragen:
Verteidigungsministerium
- Heer
- Luft- und Weltraumkräfte
- Luftlandetruppen
- Raketentruppen Strategischer Bestimmung
- Seekriegsflotte
  - Seefliegerkräfte
  - Marineinfanterie
  - Küstenartillerie
- Justizdienst
- Medizinischer Dienst
- Föderale Anstalt für Spezialbauten der Russischen Föderation

Katastrophenschutzministerium
- Militärische Rettungstruppen
- Militärpersonal des Staatlichen Feuerwehrdienstes

Föderaler Dienst der Truppen der Nationalgarde
- Truppen der Nationalgarde

Föderaler Dienst für Sicherheit
- allgemeine Einheiten des Föderalen Dienstes für Sicherheit
- Grenztruppen

Föderaler Dienst der Außenaufklärung
Föderaler Dienst für Bewachung
Hauptamt für Sonderprogramme des Präsidenten der Russischen Föderation

### Militärische Schiffsähnliche Dienstgrade
Schiffsähnliche Dienstgrade gibt es bei Militärpersonal der folgenden Teilstreitkräfte und Truppengattungen:
Verteidigungsministerium 
- Seekriegsflotte

Föderaler Dienst der Truppen der Nationalgarde
- Marineeinheiten der Truppen der Nationalgarde

Föderaler Dienst für Sicherheit
- Küstenwache der Grenztruppen

### Präfixe und zusätzliche Wörter für militärische Dienstgraden
Das Militärpersonal der Gardetruppen tragen die Dienstgrade mit dem Präfix "Garde", beispielsweise "Gardemajor". 
Das Militärpersonal mit militärische Spezialität des medizinischen Profils tragen die Dienstgrade mit hinzugefügten Wörtern "des Medizinischen Dienstes", beispielsweise "Major des Medizinischen Dienstes".
Das Militärpersonal mit militärische Spezialität des rechtlichen Profils (zum Beispiel, die Militärrichter, das Personal der Militärstaatsanwaltschaft der Generalstaatsanwaltschaft der Russischen Föderation, das Personal des Militäruntersuchungsausschusses des Untersuchungsausschusses der Russischen Föderation, die Vernehmer der Militärpolizei der Streitkräfte Russlands) tragen die Dienstgrade mit hinzugefügten Wörtern "der Justiz", beispielsweise "Major der Justiz".
Die Personen in der Militärreserve tragen die Dienstgrade mit hinzugefügten Wörtern "der Reserve", beispielsweise "Major der Reserve".
Ehemaliger Militärangehöriger im Ruhestand tragen die Dienstgrade mit hinzugefügten Wörtern "im Ruhestand", beispielsweise "Major im Ruhestand".

## Sonderdienstgrade
Sonderdienstgrade der Russischen Föderation gibt es vier Typen: Dienstgrade der Polizei, der Justiz, des Inneren Dienstes und des Zolldienstes.

### Sonderdienstgrade der Polizei
- Beamte der Russischen Polizei.
- Beamte der Polizeieinheiten der Truppen der Nationalgarde.[1]

### Sonderdienstgrade der Justiz
Dienstgrade der Justiz haben Beamte der folgenden Organe:
- Untersuchungsausschuss der Russischen Föderation (mit Ausnahme der Militäruntersuchungsausschuss)
- Untersuchungsdienst des Innenministeriums

### Sonderdienstgrade des Inneren Dienstes
Dienstgrade des Inneren Dienstes haben Beamte der folgenden Organe:
- Rückwärtige Dienst, Finanzdienst, Personaldienst, Verwaltungsdienst und Medizinischer Dienst des Innenministeriums
- Beamte des Innenministeriums, die zum Staatlichen Feldjägerdienst abgeordnet sind
- Föderaler Dienst der Truppen der Nationalgarde der Russischen Föderation (außer Beamte der Polizeieinheiten und Soldaten der Truppen der Nationalgarde)
- Katastrophenschutzministerium (außer Personal der Militärischen Rettungstruppen und Militärpersonal im Staatlicher Feuerwehrdienst)
- Föderaler Strafvollzugsdienst im Justizministerium
- Föderaler Gerichtsvollzieherdienst im Justizministerium

### Sonderdienstgrade des Zolldienstes
Dienstgrade des Zolldienstes haben Beamten des Föderalen Zolldienstes.

## Zivile Dienstränge

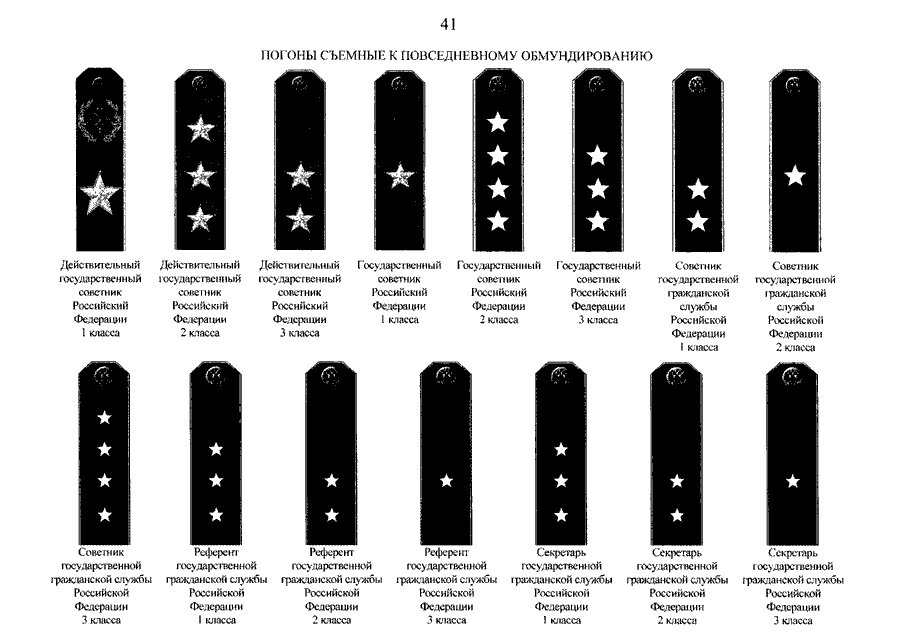
Dienstrangabzeichen für zivile staatliche Beamte der Allgemeinen Staatsverwaltung des Verteidigungsministeriums der Russischen Föderation.

Zivile Dienstränge der Russischen Föderation unterscheiden sich in allgemeine föderale Dienstränge, diplomatische Dienstränge, föderale Dienstränge der Justiz, Dienstränge der Generalstaatsanwaltschaft der Russischen Föderation, Dienstränge des öffentlichen Dienstes der Föderationssubjekte, Dienstränge des kommunalen Dienstes.

### Allgemeine föderale zivile Dienstränge
Allgemeine zivile Dienstränge haben die alle Beamten, außer Beamten des Ministeriums für Auswärtige Angelegenheiten, des Justizministeriums, der Generalstaatsanwaltschaft der Russischen Föderation, Beamten des öffentlichen Dienstes der Föderationssubjekte und Beamten des kommunalen Dienstes.

### Diplomatische Dienstränge
Diplomatische Dienstränge haben die Beamten des Ministeriums für Auswärtige Angelegenheiten.

### Zivile Dienstränge der Justiz
Dienstränge der Justiz haben die Beamten des Justizministeriums (mit Ausnahme der Beamten des Föderalen Strafvollzugsdienstes und des Föderaler Gerichtsvollzieherdienstes).

### Dienstränge der Generalstaatsanwaltschaft der Russischen Föderation
Dienstränge der Generalstaatsanwaltschaft der Russischen Föderation haben die Beamten der Generalstaatsanwaltschaft der Russischen Föderation (mit Ausnahme der Militärstaatsanwaltschaft).

### Dienstränge des öffentlichen Dienstes der Föderationssubjekte
Dienstränge des öffentlichen Dienstes der Föderationssubjekte haben die regionalen Beamten.

### Dienstränge des kommunalen Dienstes
Dienstränge des kommunalen Dienstes haben die kommunalen Beamten.

## Rangtabelle
| Nr | Allgemeine föderale zivile Dienstränge                                        | Föderale zivile Dienstränge der Justiz                              | Diplomatische Dienstränge                                  | Dienstränge der russische Generalstaatsanwaltschaft | Zivile Dienstränge des öffentlichen Dienstes der Föderationssubjekte                       | Dienstränge des kommunalen Dienstes        | Sonderdienstgrade | Militärische Dienstgrade der russischen Streitkräfte | Einhaltung des NATO-Rangcode |
| -- | ----------------------------------------------------------------------------- | ------------------------------------------------------------------- | ---------------------------------------------------------- | --------------------------------------------------- | ------------------------------------------------------------------------------------------ | ------------------------------------------ | --- | ---------------------------------------------------- | ---------------------------- |
| 0  | keine Äquivalent                                                              | keine Äquivalent                                                    | keine Äquivalent                                           | keine Äquivalent                                    | keine Äquivalent                                                                           | keine Äquivalent                           | keine Äquivalent | Marschall der Russischen Föderation                  | OF-10                        |
| 1  | Wirklicher Staatsrat 1. Klasse der Russischen Föderation                      | Wirklicher Staatsrat der Justiz der Russischen Föderation           | Außerordentlicher und bevollmächtigter Botschafter         | Wirklicher Staatsrat der Justiz                     | Wirklicher Staatsrat 1. Klasse der [der Name des Föderationssubjekts]                      | Wirklicher Kommunalrat 1. Klasse           | General der Polizei der Russischen Föderation General der Justiz der Russischen Föderation General des Inneren Dienstes der Russischen Föderation Wirklicher Staatsrat des Zolldienstes der Russischen Föderation | Armeegeneral Flottenadmiral                          | OF-9                         |
| 1  | Wirklicher Staatsrat 1. Klasse der Russischen Föderation                      | Wirklicher Staatsrat der Justiz 1. Klasse der Russischen Föderation | Außerordentlicher und bevollmächtigter Botschafter         | Staatsrat der Justiz 1. Klasse                      | Wirklicher Staatsrat 1. Klasse der [der Name des Föderationssubjekts]                      | Wirklicher Kommunalrat 1. Klasse           | Generalpolkownik der Polizei Generalpolkownik der Justiz Generalpolkownik des Inneren Dienstes Generalpolkownik des Zolldienstes                                                                                  | Generalpolkownik Admiral                             | OF-8                         |
| 2  | Wirklicher Staatsrat 2. Klasse der Russischen Föderation                      | Wirklicher Staatsrat der Justiz 2. Klasse der Russischen Föderation | Außerordentlicher und bevollmächtigter Gesandter 1. Klasse | Staatsrat der Justiz 2. Klasse                      | Wirklicher Staatsrat 2. Klasse der [der Name des Föderationssubjekts]                      | Wirklicher Kommunalrat 2. Klasse           | Generalleutnant der Polizei Generalleutnant der Justiz Generalleutnant des Inneren Dienstes Generalleutnant des Zolldienstes                                                                                      | Generalleutnant Vizeadmiral                          | OF-7                         |
| 3  | Wirklicher Staatsrat 3. Klasse der Russischen Föderation                      | Wirklicher Staatsrat der Justiz 3. Klasse der Russischen Föderation | Außerordentlicher und bevollmächtigter Gesandter 2. Klasse | Staatsrat der Justiz 3. Klasse                      | Wirklicher Staatsrat 3. Klasse der [der Name des Föderationssubjekts]                      | Wirklicher Kommunalrat 3. Klasse           | Generalmajor der Polizei Generalmajor der Justiz Generalmajor des Inneren Dienstes Generalmajor des Zolldienstes                                                                                                  | Generalmajor Konteradmiral                           | OF-6                         |
| 4  | Staatsrat 1. Klasse der Russischen Föderation                                 | Justizstaatsrat 1. Klasse                                           | Ratsherr 1. Klasse                                         | Älterer Justizrat                                   | Staatsrat 1. Klasse der [der Name des Föderationssubjekts]                                 | Kommunalrat 1. Klasse                      | Polkownik der Polizei Polkownik der Justiz Polkownik des Inneren Dienstes Polkownik des Zolldienstes | Polkownik Kapitan 1. Ranges                          | OF-5                         |
| 5  | Staatsrat 2. Klasse der Russischen Föderation                                 | Justizstaatsrat 2. Klasse                                           | Ratsherr 1. Klasse                                         | Justizrat                                           | Staatsrat 2. Klasse der [der Name des Föderationssubjekts]                                 | Kommunalrat 2. Klasse                      | Podpolkownik der Polizei Podpolkownik der Justiz Podpolkownik des Inneren Dienstes Podpolkownik des Zolldienstes                                                                                                  | Podpolkownik Kapitan 2. Ranges                       | OF-4                         |
| 6  | Staatsrat 3. Klasse der Russischen Föderation                                 | Justizstaatsrat 3. Klasse                                           | Ratsherr 2. Klasse                                         | Jüngerer Justizrat                                  | Staatsrat 3. Klasse der [der Name des Föderationssubjekts]                                 | Kommunalrat 3. Klasse                      | Major der Polizei Major der Justiz Major des Inneren Dienstes Major des Zolldienstes | Major Kapitan 3. Ranges                              | OF-3                         |
| 7  | Rat 1. Klasse des staatlichen zivilen Dienstes der Russischen Föderation      | Justizrat 1. Klasse                                                 | Erster Sekretär 1. Klasse                                  | Jurist 1. Klasse                                    | Rat 1. Klasse des staatlichen zivilen Dienstes der [der Name des Föderationssubjekts]      | Rat 1. Klasse des kommunalen Dienstes      | Kapitan der Polizei Kapitan der Justiz Kapitan des Inneren Dienstes Kapitan des Zolldienstes | Kapitan Kapitan-Leutnant                             | OF-2                         |
| 8  | Rat 2. Klasse des staatlichen zivilen Dienstes der Russischen Föderation      | Justizrat 2. Klasse                                                 | Erster Sekretär 1. Klasse                                  | Jurist 2. Klasse                                    | Rat 2. Klasse des staatlichen zivilen Dienstes der [der Name des Föderationssubjekts]      | Rat 2. Klasse des kommunalen Dienstes      | Älterer Leutnant der Polizei Älterer Leutnant der Justiz Älterer Leutnant des Inneren Dienstes Älterer Leutnant des Zolldienstes                                                                                  | Älterer Leutnant                                     | OF-1a                        |
| 9  | Rat 3. Klasse des staatlichen zivilen Dienstes der Russischen Föderation      | Justizrat 3. Klasse                                                 | Erster Sekretär 2. Klasse                                  | Jurist 3. Klasse                                    | Rat 3. Klasse des staatlichen zivilen Dienstes der [der Name des Föderationssubjekts]      | Rat 3. Klasse des kommunalen Dienstes      | Leutnant der Polizei Leutnant der Justiz Leutnant des Inneren Dienstes Leutnant des Zolldienstes | Leutnant                                             | OF-1b                        |
| 10 | Referent 1. Klasse des staatlichen zivilen Dienstes der Russischen Föderation | Jurist 1. Klasse                                                    | Zweiter Sekretär 1. Klasse                                 | Jüngerer Jurist                                     | Referent 1. Klasse des staatlichen zivilen Dienstes der [der Name des Föderationssubjekts] | Referent 1. Klasse des kommunalen Dienstes | Jüngerer Leutnant der Polizei Jüngerer Leutnant der Justiz Jüngerer Leutnant des Inneren Dienstes Jüngerer Leutnant des Zolldienstes                                                                              | Jüngerer Leutnant                                    | OF-1c                        |
| 11 | Referent 2. Klasse des staatlichen zivilen Dienstes der Russischen Föderation | Jurist 2. Klasse                                                    | Zweiter Sekretär 1. Klasse                                 | keine Äquivalent                                    | Referent 2. Klasse des staatlichen zivilen Dienstes der [der Name des Föderationssubjekts] | Referent 2. Klasse des kommunalen Dienstes | Älterer Praporschtschik der Polizei Älterer Praporschtschik der Justiz Älterer Praporschtschik des Inneren Dienstes Älterer Praporschtschik des Zolldienstes                                                      | Älterer Praporschtschik Älterer Mitschman            | WO-3 — WO-5                  |
| 12 | Referent 3. Klasse des staatlichen zivilen Dienstes der Russischen Föderation | Jurist 3. Klasse                                                    | Zweiter Sekretär 2. Klasse                                 | keine Äquivalent                                    | Referent 3. Klasse des staatlichen zivilen Dienstes der [der Name des Föderationssubjekts] | Referent 3. Klasse des kommunalen Dienstes | Praporschtschik der Polizei Praporschtschik der Justiz Praporschtschik des Inneren Dienstes Praporschtschik des Zolldienstes                                                                                      | Praporschtschik Mitschman                            | WO-1 — WO-2                  |
| 13 | Sekretär 1. Klasse des staatlichen zivilen Dienstes der Russischen Föderation | keine Äquivalent                                                    | Dritter Sekretär                                           | keine Äquivalent                                    | Sekretär 1. Klasse des staatlichen zivilen Dienstes der [der Name des Föderationssubjekts] | Sekretär 1. Klasse des kommunalen Dienstes | Starschina der Polizei Starschina der Justiz Starschina des Inneren Dienstes | Starschina Hauptschiffstarschina                     | OR-9                         |
| 13 | Sekretär 1. Klasse des staatlichen zivilen Dienstes der Russischen Föderation | keine Äquivalent                                                    | Dritter Sekretär                                           | keine Äquivalent                                    | Sekretär 1. Klasse des staatlichen zivilen Dienstes der [der Name des Föderationssubjekts] | Sekretär 1. Klasse des kommunalen Dienstes | Älterer Sergeant der Polizei Älterer Sergeant der Justiz Älterer Sergeant des Inneren Dienstes | Älterer Sergeant Hauptstarschina                     | OR-7 — OR-8                  |
| 14 | Sekretär 2. Klasse des staatlichen zivilen Dienstes der Russischen Föderation | keine Äquivalent                                                    | Dritter Sekretär                                           | keine Äquivalent                                    | Sekretär 2. Klasse des staatlichen zivilen Dienstes der [der Name des Föderationssubjekts] | Sekretär 2. Klasse des kommunalen Dienstes | Sergeant der Polizei Sergeant der Justiz Sergeant des Inneren Dienstes | Sergeant Starschina 1. Klasse                        | OR-6                         |
| 14 | Sekretär 2. Klasse des staatlichen zivilen Dienstes der Russischen Föderation | keine Äquivalent                                                    | Dritter Sekretär                                           | keine Äquivalent                                    | Sekretär 2. Klasse des staatlichen zivilen Dienstes der [der Name des Föderationssubjekts] | Sekretär 2. Klasse des kommunalen Dienstes | Jüngerer Sergeant der Polizei Jüngerer Sergeant der Justiz Jüngerer Sergeant des Inneren Dienstes | Jüngerer Sergeant Starschina 2. Klasse               | OR-5                         |
| 15 | Sekretär 3. Klasse des staatlichen zivilen Dienstes der Russischen Föderation | keine Äquivalent                                                    | Attaché                                                    | keine Äquivalent                                    | Sekretär 3. Klasse des staatlichen zivilen Dienstes der [der Name des Föderationssubjekts] | Sekretär 3. Klasse des kommunalen Dienstes | Rjadowoj der Polizei Rjadowoj der Justiz Rjadowoj des Inneren Dienstes | Gefreiter Älterer Matros                             | OR-3 — OR-4                  |
| 15 | Sekretär 3. Klasse des staatlichen zivilen Dienstes der Russischen Föderation | keine Äquivalent                                                    | Attaché                                                    | keine Äquivalent                                    | Sekretär 3. Klasse des staatlichen zivilen Dienstes der [der Name des Föderationssubjekts] | Sekretär 3. Klasse des kommunalen Dienstes | Rjadowoj der Polizei Rjadowoj der Justiz Rjadowoj des Inneren Dienstes | Rjadowoj Matros                                      | OR-1 — OR-2                  |

## Dienstgrad- und Dienstrangabzeichen (Beispiele)

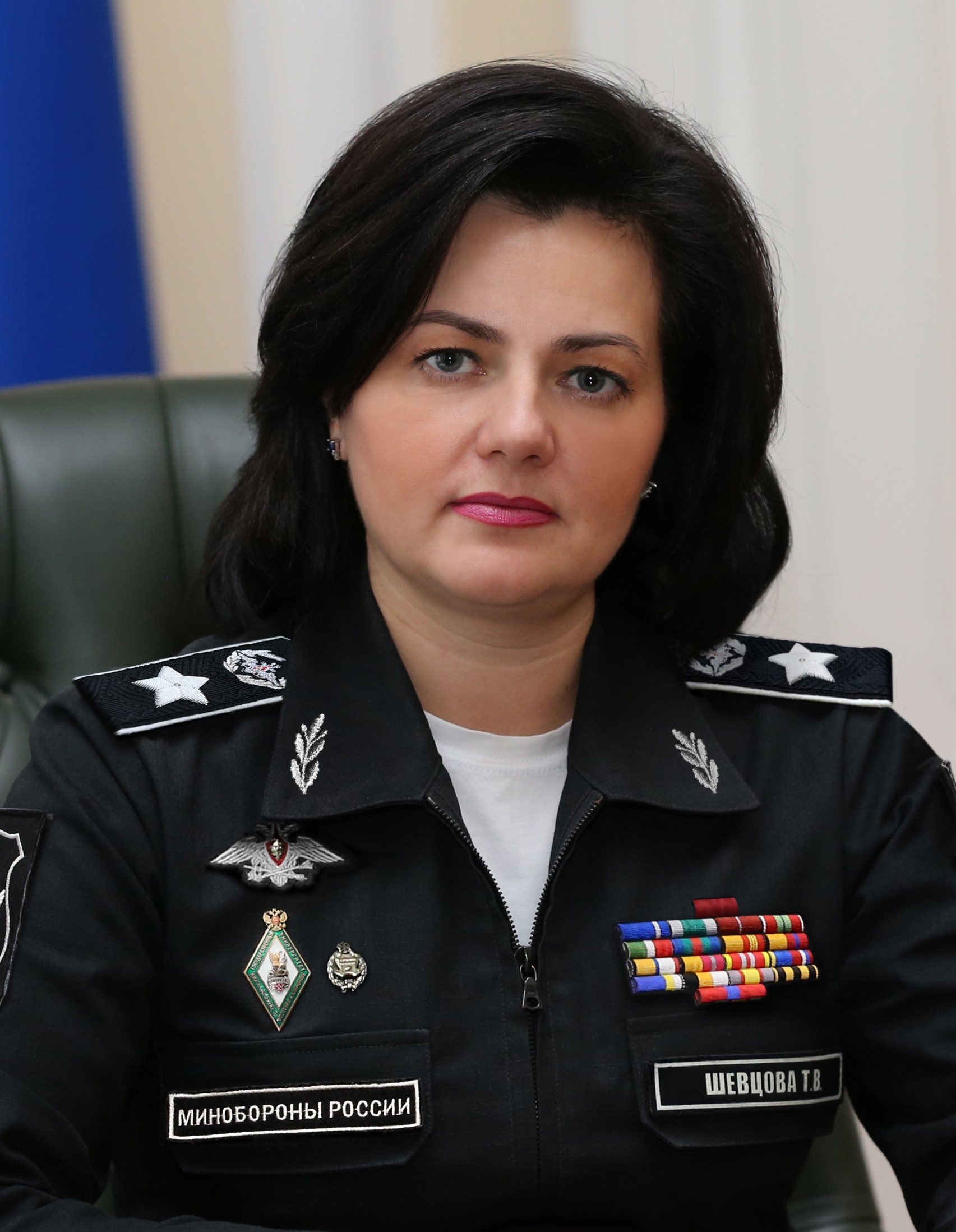
Wirklicher Staatsrat 1. Klasse der Russischen Föderation (Verteidigungsministerium)
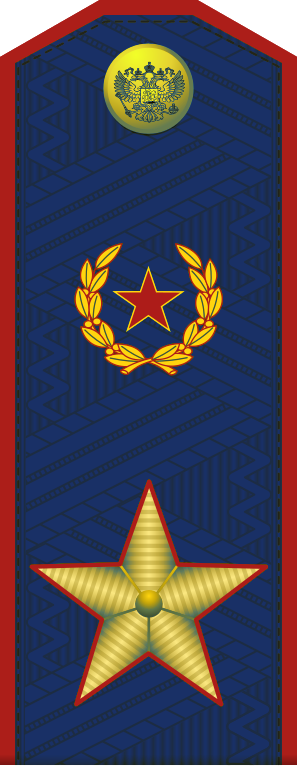
General der Justiz der Russischen Föderation (Untersuchungsausschuss)
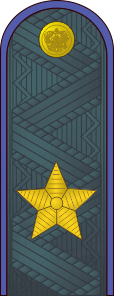
General des Inneren Dienstes der Russischen Föderation (Justizverwaltung)
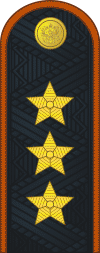
Generaloberst des Inneren Dienstes (Katastrophenschutzministerium)
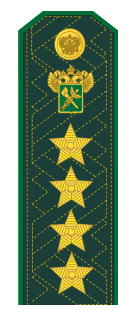
Wirklicher Staatsrat des Zolldienstes der Russischen Föderation